# Nuoto ai Giochi della XIV Olimpiade - 1500 metri stile libero maschili
La competizione dei 1500 metri stile libero maschili di nuoto dei Giochi della XIV Olimpiade si è svolta nei giorni dal 31 luglio al 4 agosto 1948 alla Empire Pool a Londra.

## Risultati

### Batterie
Si sono disputate il 5 agosto. I primi due di ogni serie e i quattro migliori esclusi alle semifinali.
| Pos. | Atleta              | Nazione       | Tempo   |
| ---- | ------------------- | ------------- | ------- |
| 1    | William Heusner     | Stati Uniti   | 20'29"6 |
| 2    | Ferenc Vörös        | Ungheria      | 20'31"9 |
| 3    | John Wardrop        | Gran Bretagna | 20'43"0 |
| 4    | Angel Maldonado     | Messico       | 20'47"2 |
| 5    | Adolfo Mancuso      | Argentina     | 21'16"7 |
| 6    | Vanja Illić         | Jugoslavia    | 21'17"0 |
| 7    | Anwar Aziz Chaudhry | Pakistan      | 25'37"4 |

| Pos. | Atleta          | Nazione       | Tempo   |
| ---- | --------------- | ------------- | ------- |
| 1    | James McLane    | Stati Uniti   | 20'17"7 |
| 2    | Jack Hale       | Gran Bretagna | 20'31"9 |
| 3    | Rolf Kestener   | Brasile       | 20'36"3 |
| 4    | Joseph Reynders | Belgio        | 21'23"1 |
| 5    | Janko Puhar     | Jugoslavia    | 21'45"1 |

| Pos. | Atleta            | Nazione       | Tempo   |
| ---- | ----------------- | ------------- | ------- |
| 1    | Marijan Stipetić  | Jugoslavia    | 20'10"1 |
| 2    | Donald Bland      | Gran Bretagna | 20'13"9 |
| 3    | Sambiao Basanung  | Filippine     | 21'05"9 |
| 4    | Alejandro Febrero | Spagna        | 21'15"9 |
| 5    | Douglas Gibson    | Canada        | 21'25"6 |
| 6    | Bimal Chandra     | India         | 22'52"9 |
| 7    | Philip Tribley    | Bermuda       | 22'56"6 |

| Pos. | Atleta                | Nazione   | Tempo   |
| ---- | --------------------- | --------- | ------- |
| 1    | György Csordás        | Ungheria  | 20'06"8 |
| 2    | Per-Olof Östrand      | Svezia    | 20'19"8 |
| 3    | Luis González         | Colombia  | 20'40"6 |
| 4    | Isidoro Martínez-Vela | Spagna    | 21'13"7 |
| 5    | César Borja           | Messico   | 21'15"8 |
| 6    | Garrick Agnew         | Australia | 21'40"1 |
| 7    | Allen Gilchrist       | Canada    | 23'00"6 |

| Pos. | Atleta          | Nazione     | Tempo   |
| ---- | --------------- | ----------- | ------- |
| 1    | John Marshall   | Australia   | 20'01"1 |
| 2    | Forbes Norris   | Stati Uniti | 20'21"0 |
| 3    | Joseph Bernardo | Francia     | 20'34"8 |
| 4    | Luis Child      | Colombia    | 20'47"0 |
| 5    | Juan Garay      | Argentina   | 21'33"2 |
| 6    | Jesús Domínguez | Spagna      | 21'33"5 |
| 7    | Derek Oatway    | Bermuda     | 21'55"1 |

| Pos. | Atleta            | Nazione        | Tempo   |
| ---- | ----------------- | -------------- | ------- |
| 1    | György Mitró      | Ungheria       | 20'15"0 |
| 2    | Miroslav Bartůšek | Cecoslovacchia | 20'19"4 |
| 3    | Florbel Pérez     | Uruguay        | 20'20"2 |
| 4    | Donald Johnston   | Sudafrica      | 20'41"8 |
| 5    | Ramón Bravo       | Messico        | 20'45"5 |
| 6    | René Cornu        | Francia        | 21'01"6 |

### Semifinali
Si sono disputate il 6 agosto. I primi tre di ogni serie e i due migliori esclusi in finale.
| Pos. | Atleta            | Nazione        | Tempo   |
| ---- | ----------------- | -------------- | ------- |
| 1    | John Marshall     | Australia      | 19'53"8 |
| 2    | György Mitró      | Ungheria       | 20'06"5 |
| 3    | Marijan Stipetić  | Jugoslavia     | 20'12"9 |
| 4    | William Heusner   | Stati Uniti    | 20'23"9 |
| 5    | Florbel Pérez     | Uruguay        | 20'32"6 |
| 6    | Miroslav Bartůšek | Cecoslovacchia | 20'32"9 |
| 7    | Rolf Kestener     | Brasile        | 20'44"6 |
| -    | Jack Hale         | Gran Bretagna  | NP      |

| Pos. | Atleta           | Nazione       | Tempo   |
| ---- | ---------------- | ------------- | ------- |
| 1    | James McLane     | Stati Uniti   | 19'52"2 |
| 2    | György Csordás   | Ungheria      | 20'06"6 |
| 3    | Forbes Norris    | Stati Uniti   | 20'09"3 |
| 4    | Donald Bland     | Gran Bretagna | 20'19"8 |
| 5    | Joseph Bernardo  | Francia       | 20'25"5 |
| 6    | Ferenc Vörös     | Ungheria      | 20'31"4 |
| 7    | Luis González    | Colombia      | 20'41"6 |
| -    | Per-Olof Östrand | Svezia        | NP      |

### Finale
Si è disputata il 7 agosto. 
| Pos.    | Atleta           | Nazione       | Tempo   |
| ------- | ---------------- | ------------- | ------- |
| Oro     | James McLane     | Stati Uniti   | 19'18"5 |
| Argento | John Marshall    | Australia     | 19'31"3 |
| Bronzo  | György Mitró     | Ungheria      | 19'43"2 |
| 4       | György Csordás   | Ungheria      | 19'54"2 |
| 5       | Marijan Stipetić | Jugoslavia    | 20'10"7 |
| 6       | Forbes Norris    | Stati Uniti   | 20'18"8 |
| 7       | Donald Bland     | Gran Bretagna | 20'19"8 |
| 8       | William Heusner  | Stati Uniti   | 20'45"4 |